# Sandra Pfändler
Sandra Pfändler (* 19. Dezember 1972 in Schaffhausen, Schweiz) ist eine Schweizer Autorin zeitgenössischer Romane und Kriminalromane.

## Leben
Sandra Pfändler wurde in Schaffhausen geboren und wuchs in Stein am Rhein auf. Nach ihrer Hochzeit 1994 lebte sie dreissig Jahre lang in Berg im Schweizer Kanton Thurgau. Anfangs 2022 zog die Familie in die Gemeinde Erlen. Nach ihrer Schulzeit absolvierte sie eine kaufmännische Ausbildung in einem kleinen Schweizer Buchverlag. Im Anschluss daran arbeitete sie viele Jahre lang in der öffentlichen Verwaltung. In dieser Zeit bildete sie sich zur Psychologin und systemischen Beraterin weiter und war schliesslich in einer fachrichterlichen Funktion tätig. 2017 entdeckte sie ihre alte Leidenschaft des Schreibens neu. Sie hängte ihre berufliche Karriere an den Nagel und widmet sich seither vollzeitlich ihrem grossen Traum.
Sandra Pfändler ist Mitglied im Verein Krimi Schweiz.

## Werke
Sandra Pfändler schreibt hauptsächlich Buchreihen. Die Bücher richten sich an Leserinnen und Leser, die eigenständiges Denken gewohnt sind. Ihre kritischen, mitunter provokanten Bücher zeichnen sich durch Lokalkolorit, lebendige Charaktere, fesselnde Dialoge und Tiefgang aus.
Die ersten drei Bücher erschienen in einem deutschen Kleinverlag (Herzsprung-Verlag). Seit 2024 schreibt sie für den Schweizer Zytglogge Verlag eine Kriminalromanreihe um den eigenwilligen Ermittler Alberto Brambilla.

## Bücher
Trilogie: Dunkle Wolken über Südtirol
- Band 1: Veritas. 2021, ISBN 978-3-96074-469-6.
- Band 2: Conducit. 2022, ISBN 978-3-96074-571-6.
- Band 3: Lux. 2023, ISBN 978-3-96074-701-7.

Kriminalroman-Reihe:
- Tod am Rhein. Zytglogge, 2024, ISBN 978-3-7296-5148-7.
- Saaternte. Zytglogge, 2025, ISBN 978-3-7296-5185-2.

Anthologie:
- Tanz der Herzen. In: Petra Pohlmann (Hrsg.): Kunterbuntes Frühlingserwachen. Pohlmann-Verlag, Bad Laer 2025, ISBN 978-3-948552-54-1.